# Ingunda
Ingundis o Ingunda (??- 584) fou una reina dels visigots. Era una princesa franca, filla de Sigebert I i de Brunequilda i, dins d'una política d'aliances polítiques pactada entre la seva mare Brunequilda i la seva àvia, la reina visigoda Goswinda, es va casar amb Hermenegild, fill del rei visigot Leovigild.
En arribar a la cort toledana va ser ben rebuda pel seu futur marit i els seus sogres, Leovigild i Goswinda (qui també era la seva àvia, per ser mare de Brunequilda. Aquesta relació es va enterbolir ràpidament per la negativa d'Ingundis a ser batejada com a arriana. Per la seva resistència a convertir-se a l'arianisme, va sofrir maltractaments de la seva sogra i àvia, Goswinda. Aquesta situació sembla redreçar-se quan Leovigild va associar al tron a Hermenegild i el va enviar a la Bètica. Allà, Ingunda va conèixer san Leandre de Sevilla, que es va convertir en el seu suport, i va aconseguir la conversió al catolicisme del seu marit, el príncep Hermenegild.
En aquesta situació, Hermenegild es va rebel·lar contra el seu pare l'any 580 (hi ha qui diu que incitat per Goswinda). Les raons del suport de Goswinda i Ingunda a la rebel·lió no són clares, però una conjectura és la següent: Goswinda buscava la tornada al poder a Toledo del que havia estat allunyada; Ingunda recolzava incondicionalment el seu marit, que s'havia convertit en el príncep defensor dels catòlics davant l'arrianisme. Aquesta última hipòtesi és contradita per historiadors com a E.A. Thompson, que cita suficients proves, que ni tots els catòlics van fer costat a Hermenegild ni tots els arrians a Leovigild.
Leovigild va assetjar Sevilla i va acabar vencent amb facilitat a Hermenegild. Aquest havia demanat ajut als romans d'Orient, que aleshores dominaven una part de la Bètica, però o no van reaccionar o ho van fer tard. Hermenegild fou fet presoner a Tarraco amb Ingunda que hauria fugit cap a Cartago. Hermenegild fou convidat a abjurar el catolicisme i s'hi va negar i Leovigild el va fer executar. Ingunda va morir sembla que a Cartago el 584. El seu fill lactant, que havia estat entregat als romans d'Orient com a ostatge, devia morir, ja que no torna a ser esmentat.